# Kamaldeen Sulemana
Kamaldeen Sulemana (født 15. februar 2002), ofte kendt som bare Kamaldeen, er en ghanesisk professionel fodboldspiller, som spiller som fløjspiller for Serie A-klubben Atalanta og Ghanas landshold.

## Klubkarriere

### FC Nordsjælland
Kamaldeen kom igennem Right to Dream-akademiet, før han i januar 2020 rykkede til FC Nordsjælland, som er en af akademiets samarbejdsklubber. Han gjorde sin Superliga debut den 22. februar af samme år i en kamp imod SønderjyskE.
Kamaldeen overtog i august 2020 trøjenummer 10 efter Mohammed Kudus havde rykket til Ajax. Han havde i 2020-21 sæsonen stor succes i ligaen, og han blev inkluderet på UEFAs liste over 50 unge spillere man burde holde øje med i 2021.

### Stade Rennais
Kamaldeen skiftede i juli 2021 til franske Stade Rennais. Med en pris på 150 millioner kroner, slog FCN rekorden for det dyreste spillersalg i Danmarkshistorien.

### Southampton
Kamaldeen skiftede i februar 2023 til Southampton i en aftale som gjorde ham til klubbens dyreste transfer på tidspunktet.

### Atalanta
Kamaldeen skiftede i juli 2025 til Atalanta.

## Landsholdskarriere
Kamaldeen fik sin landsholdsdebut med Ghana den 9. oktober 2020. Han var del af Ghanas trupper til Africa Cup of Nations 2021 og VM i 2022.